# Ihlowerhörn
Die ehemalige Gemeinde Ihlowerhörn ist seit der Gemeindegebietsreform vom 1. Juli 1972 ein Ortsteil der ostfriesischen Gemeinde Ihlow in Niedersachsen. Der Ortsteil gliedert sich in die Dörfer Westersander, Hüllenerfehn, Ihlowerhörn und Lübbertsfehn, aus denen 1939 die Gemeinde Ihlowerhörn gebildet wurde und hatte im Januar 2023 1041 Einwohner.

## Geschichte
Der früheste Beleg für die Anwesenheit von Menschen auf dem Gebiet des heutigen Ortsteils sind Funde aus der Steinzeit. Vermutet wird, dass das auf der Geest gelegene Westersander von Siedlern aus Schirum im frühen Mittelalter vor dem Jahr 1000 gegründet wurde.
Die Besiedelung der anderen Dörfer begann 1637 auf Initiative Emder Kaufleute, die wegen des Dreißigjährigen Krieges von Torflieferungen aus den Niederlanden abgeschnitten waren. In diesem Jahr kaufte Lübbert Cornelius ein Gebiet, das ursprünglich Ostersander Vehn genannt, später dann aber nach seinem Gründer Lübbertsfehn genannt wurde. Kirchlich waren die ersten Siedler Weene zugeordnet. Ein Umstand, der bis heute erhalten blieb.
Auf Initiative des ebenfalls aus Emden stammenden Rudolf Pott begann zwei Jahre später die Anlage des Hüllenerfehn. Pott hatte hierzu 100 Diemat Morast von den Grafen von Ostfriesland in Erbpacht übernommen Hieß der Ort zunächst Westersander Vehn, wurde er später in Pottsfehn, schließlich wegen der leicht hügeligen Umgebung in Hüllenerfehn umbenannt.
Die Weihnachtsflut von 1717 traf die Dörfer schwer. Allein in Hüllenerfehn ertranken sieben Menschen und der Viehbestand erlitt starke Verluste. 1911 wurden die Orte an das Straßennetz angeschlossen, was den Niedergang der früher vorherrschenden Flussschifffahrt bedeutete.
Heute ist der Ort landwirtschaftlich geprägt.

## Politik
Der Ortsrat, der den Ortsteil Ihlowerhörn vertritt, setzt sich aus fünf Mitgliedern zusammen. Die Ratsmitglieder werden durch eine Kommunalwahl für jeweils fünf Jahre gewählt. Die aktuelle Amtszeit begann am 1. November 2021 und endet am 31. Oktober 2026.

Bei der Kommunalwahl 2021 ergab sich folgende Sitzverteilung:
| Ortsrat 2021Insgesamt 5 Sitze - SPD: 3 - UWG: 1 - CDU: 1 |